# Lamborghini Espada
La Lamborghini Espada est un modèle de coupé 2+2 Grand Tourisme du constructeur automobile italien Lamborghini, construit à 1 227 exemplaires entre 1968 et 1978.

## Historique

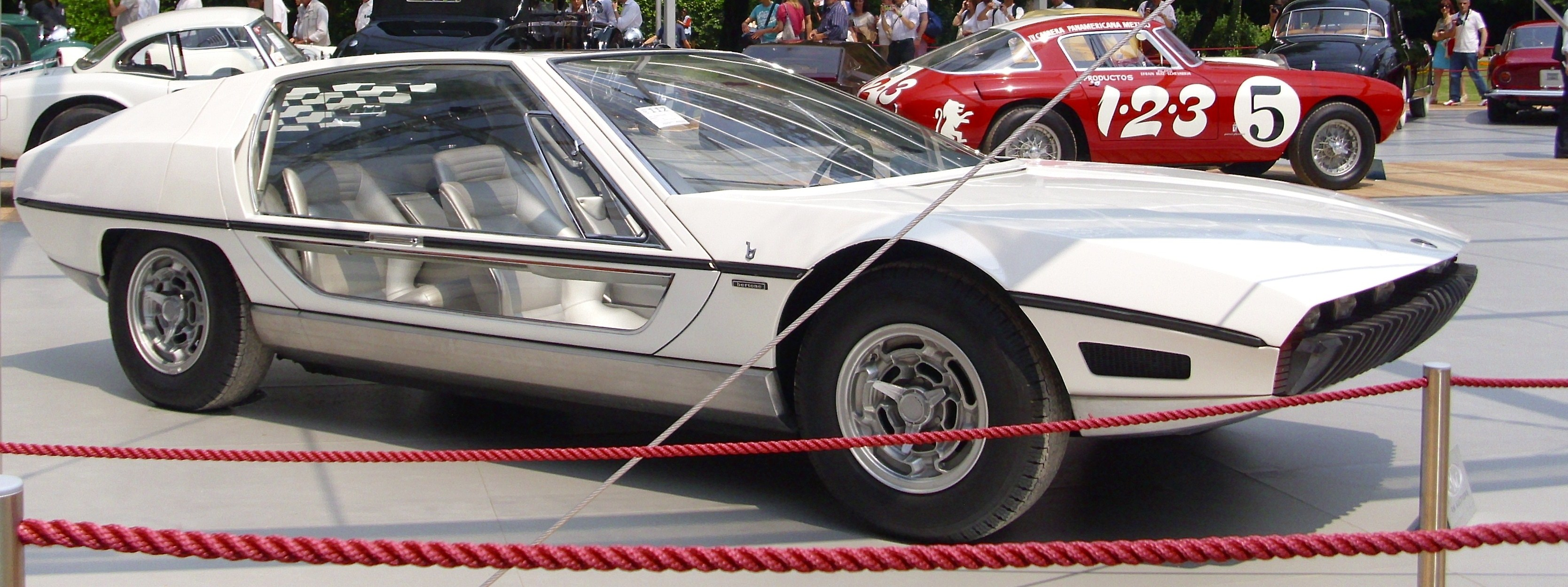
Concept car Lamborghini Marzal de 1967.

Avec le succès de la Miura, le jeune constructeur italien de Sant'Agata Bolognese acquiert une renommée mondiale. Bien qu'ayant le vent en poupe avec ce coup de maître, son fondateur, le célèbre Ferruccio Lamborghini sait combien dans ce secteur très volatil, il est difficile de résister pour survivre sans lancer fréquemment des nouveautés. Pour consolider sa position face à ses rivaux Ferrari et Maserati, il doit élargir sa gamme et décide de créer une grande routière, moins exclusive et plus spacieuse que la Miura, destinée à une clientèle fortunée mais aussi plus sensible au confort qu'aux performances pures. Il fixe alors un cahier des charges que beaucoup auraient jugé impossible à réaliser : concevoir une voiture sportive et confortable avec quatre vraies places capable de rouler normalement à 240 km/h. C'est la Carrozzeria Bertone qui est chargée du projet et qui présente, en avant-première au salon international de l'automobile de Genève en mars 1967 une étude baptisée Marzal, prototype très long et bas d'à peine 1,11 mètre. Puis au salon de Londres d'octobre 1967 est présentée par Bertone le prototype Jaguar Type E Pirana qui avec son moteur passé à l'avant annonce la Lamborghini de série dénommée Espada qui voit le jour en mars 1968.
L'apparition du modèle Espada a contribué, pour une large part, à faire chuter l'intérêt de la clientèle pour la Lamborghini Islero. En effet, présentée au salon international de l'automobile de Genève en mars 1968, l'Espada fait immédiatement l'unanimité par son caractère sportif bien marqué et par sa ligne. « Espada » signifie « épée » en espagnol et portugais, faisant référence à l'épée portée par le matador dans l'arène.
Ce coupé deux portes à quatre places est réalisé par le jeune Marcello Gandini, designer chez Bertone. En prenant comme référence le prototype Lamborghini Marzal qu'il a présenté en 1967, le carrossier conçoit une voiture différente en travaillant particulièrement son aérodynamisme.
L'Espada est basse, avec un pare-brise convexe très incliné. La lunette arrière, quasi-horizontale, sous laquelle se trouve un vaste coffre à bagages, accroît encore davantage la ligne futuriste de cette voiture. elle surplombe une seconde lunette arrière verticale, au début barrée de grilles verticales noir mat, 36 ans avant les Toyota Prius deuxième série et suivantes. Le châssis, réalisé par Lamborghini, et la carrosserie constituent une structure autoportante.
L'Espada possède également la particularité d'avoir deux trappes à essence située de chaque côté de la voiture au niveau des petites grilles dans le prolongement des vitres arrière fixes. Cela permet de faire le plein d'essence à gauche comme à droite.
Ce modèle est une propulsion à suspensions à roues indépendantes et quatre freins à disque. La boîte de vitesses et le moteur sont placés à l'avant. Propulsé par un V12 de 4 L à six carburateurs double corps développant 325 ch, la vitesse de pointe frôle les 250 km/h.
Au fil des années, l'Espada est modifiée esthétiquement. En 1970, la grille de protection de couleur noire placée à l'arrière, juste au-dessus des feux arrière, est ôtée. Le tableau de bord est revu et corrigé afin d'être plus fonctionnel et de nouvelles jantes en alliage léger sont installées ; la puissance gagne 25 chevaux.

## Production et versions
Avec 1 227 unités, l'Espada arrive au premier rang de la production Lamborghini pour le nombre d'exemplaires construits entre 1968 et 1978.
La Lamborghini Espada est déclinée en plusieurs versions :
- Espada S1, dont le code châssis est 7, 186 exemplaires de mars 1968 à novembre 1969, 325 ch à 6 500 tr/min, 250 km/h ;
- Espada S2 GTE, code châssis 8, 575 exemplaires de décembre 1969 à novembre 1972, 350 ch à 7 000 tr/min, 250 km/h ;
- Espada S3, code châssis 9, 456 exemplaires de décembre 1972 à 1978, 350 ch à 7 500 tr/min, 250 km/h ;
- Espada S2 Frua Faena, prototype de berline à quatre portes réalisé par le carrossier Frua en 1971, sur le modèle 8224.

## Galerie

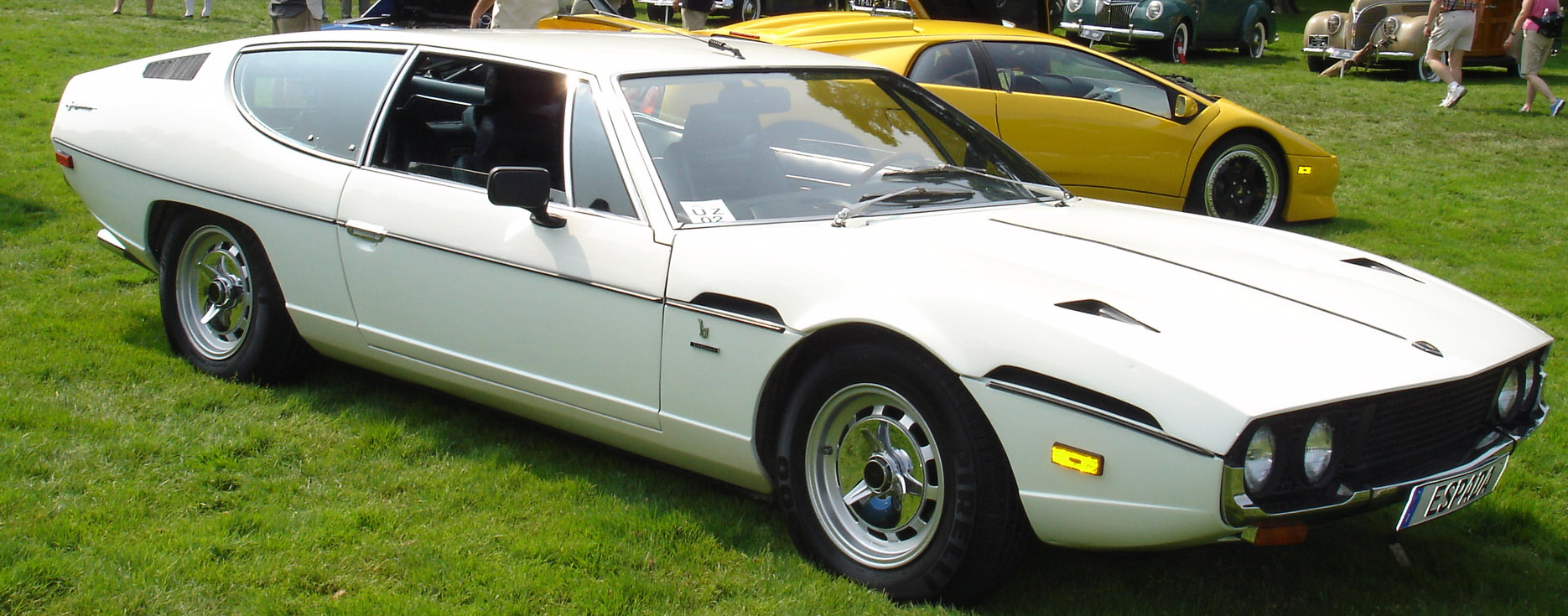
Une Espada vue de côté.
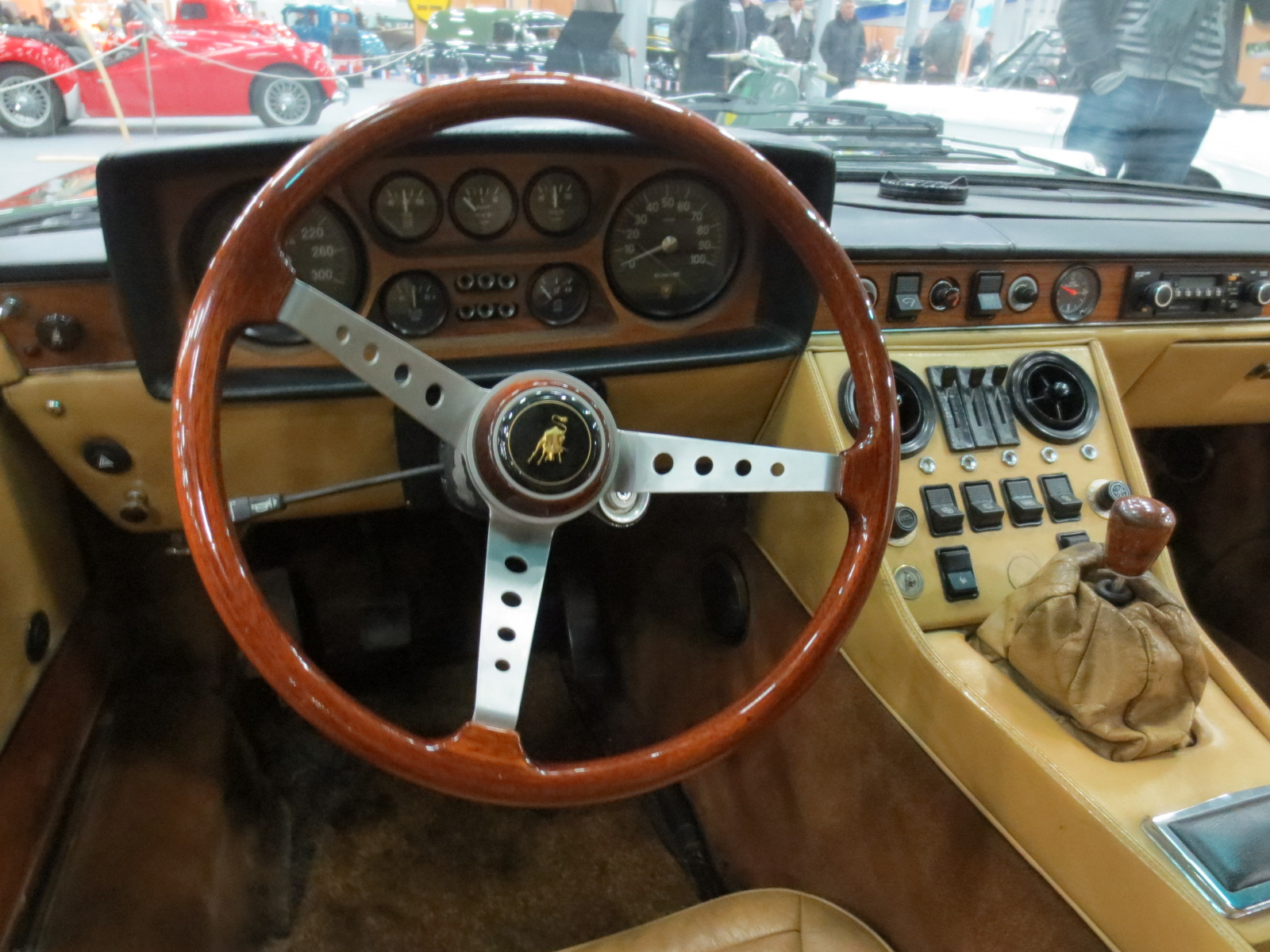
Tableau de bord.
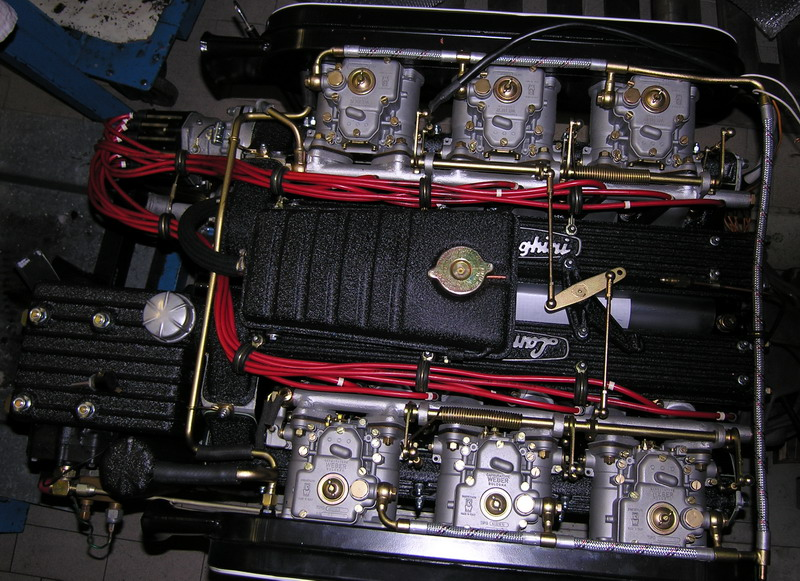
Le V12 commun à l'Espada et à la Jarama.
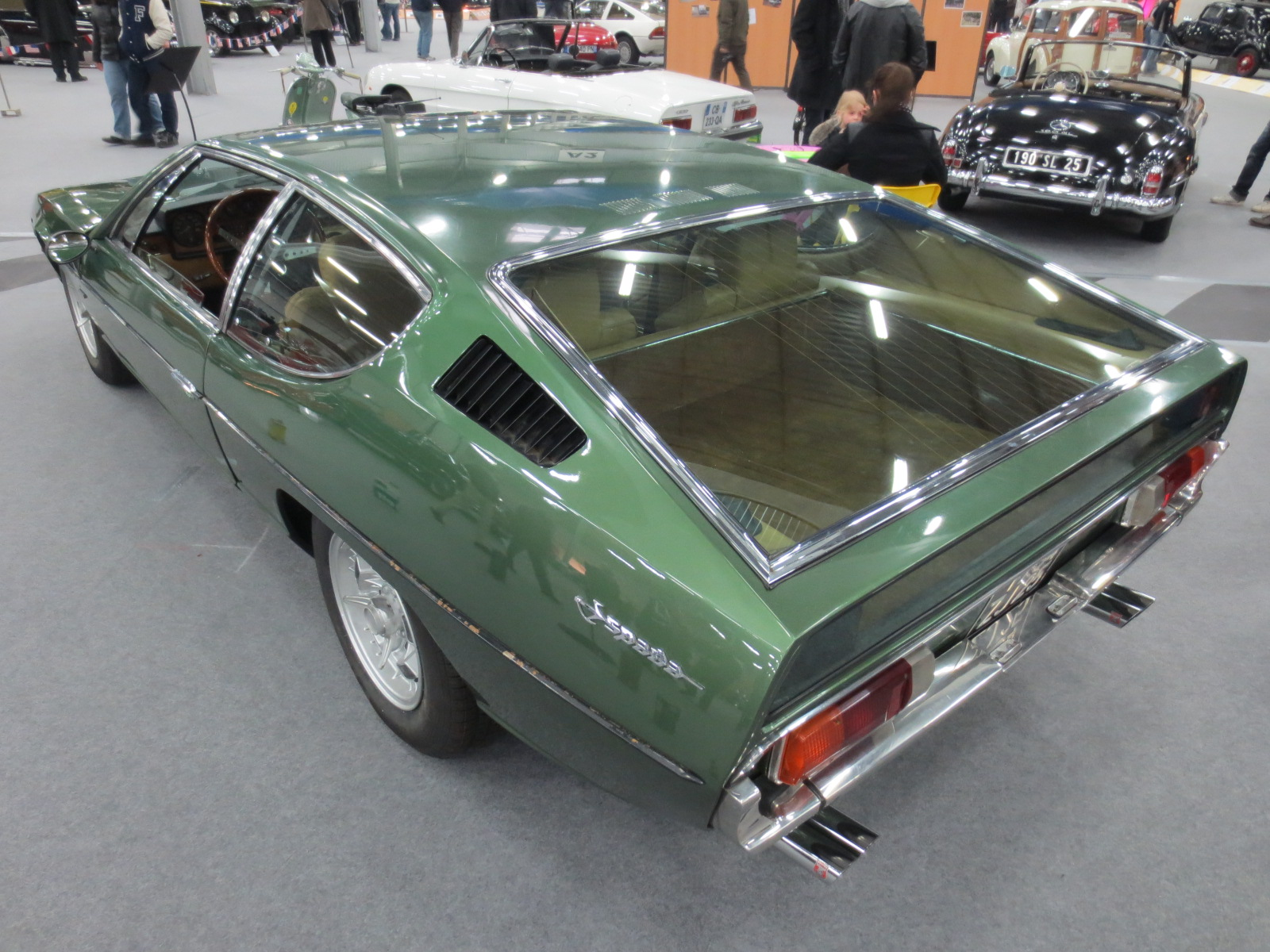
Lunette arrière de l'Espada.